# Subways of Your Mind
"Subways of Your Mind" er en sang af det tyske new wave band Fex. Sangen blev oprindeligt optaget i 1983, men den blev først populariseret i 2000'erne efter en kassettebåndoptagelse med sangen fra et radioprogram blev uploadet til internettet. Der var dog ingen information om hvem havde lavet sangen eller hvad den hed, hvilke begyndte en 17 årig lang jagt på information. Sangen fik i denne tid kælenavnet "The Most Mysterious Song on the Internet", indtil at den blev identificeret i november 2024, og herefter genudgivet.

## Historie
Den oprindelige optagelse blev lavet af en teenager ved navn Darius, som optog musik fra Norddeutscher Rundfunk i løbet af 1980'erne. I 2004 købte hans søster Lydia ham et internetdomæne som en fødselsdagsgave, og han begyndte her at digitalisere sangene i hans samling. Det var Lydia som i 2007 begyndte forsøget på at identificere sangen, ved at lægge den op på forskellige internetforum, hvilke ledte sangen til at langsomt at sprede sig og skabe en kultfølge. Det var især i 2019 at sangens popularitet voksede markant, da den gik viralt som resultat af flere hjemmesider og YouTube-kanaler tog interesse i mysteriet.
Sangen blev endeligt identificeret i november 2024 af Reddit-brugeren u/marijn1412, da han fandt bandet Fex i en gammel artikel i avisen Nordwest-Zeitung. Det lykkedes brugeren at komme i kontakt med Michael Hädrich, som havde spillet keyboard i bandet. Dette blev bekræftet af bandets medlemmer kort efter, og en demoversion samt en liveversion af sangen blev kort efter  uploadet. Bandet fortalte i interviews at de havde ingen idé om interessen i deres sang over alle disse år.

## Personel
- Ture Rückwardt – sang, guitar
- Norbert Ziermann – basguitar
- Michael Hädrich – keyboard, sang, guitar
- Hans-Reimer Sievers – trommer